# Diba (ciutat)
|  | Per a altres significats, vegeu «Dülük». |

Dibba Al-Fujairah (àrab: دبا الفجيرة, Dibbā al-Fujayra) és una ciutat costanera a la part nord de l'emirat de Fujairah als Emirats Àrabs Units. Està situada a la cota nord-est dels Emirats, propera a la frontera d'Oman al Ras Musandan, de la qual la separa una zona coneguda per Diba i Diba-al-Hisn que pertany en part a Sharjah (la resta de Diba, Hisn Diba, Diba al-Hisn, Wasit, Gharat Zutur, Zumbrayr, Al-Kubus i Al-Rul, pertany a Fujairah). El Ghaliyat Biar marca la frontera entre la zona de Sharjah i Diba al Bayah, a l'altre costat de la frontera, en territori d'Oman.
El port de Dub i el d'Al-Kubus (al cap o Ras Akamiyah) són les principals instal·lacions sota control de Fujairah. El Wadi Kasarah, Ghaliyat al Hisn i Ghaliyat Dalwayn corren al sud de la ciutat i el Wadi Dalam marca la part oriental de la zona poblada però de fet la comarca de Diba continua fins al Ras Suwayfah i el Ras Diba a l'est.
La ciutat i tota la comarca té nombrosos castells i fortaleses.
Diba ja era un centre comercial important visitat pels fenicis fa uns tres mil anys.
Per l'enclavament de Sharjah vegeu Emirat de Diba